# Multipath fading

Interfererende lopende golven vormen een stilstaand interferentiepatroon.

Multipath Fading is een verschijnsel uit de draadloze communicatie waarbij vervorming ontstaat doordat een signaal zich via verschillende wegen (modes) voortplant naar de ontvanger. Doordat deze signalen met elkaar interfereren ontstaan plaatsen in het veld waar de signaalsterkte lager wordt. Een mobiele ontvanger die zich door dit patroon beweegt 'ziet' dus een wisselende (fading) signaalsterkte.
Men spreekt van multipathfading bij applicaties waar de directe afstand klein is, en geen atmosferische propagatiemodes meespelen. Het kan daar namelijk zo zijn dat de paden zelf veranderen zoals gebeurt wanneer een weerkaatsende grenslaag in de atmosfeer zich omhoog of omlaag beweegt. Hierdoor ondervindt ook een stationaire gebruiker fading. Dit -atmosferisch- effect is meer merkbaar wanneer men specifiek afhankelijk is van de propagatie via deze 'atmosfeerpaden', zoals bij communicatie op de kortegolfbanden. Multipathfading is een versimpeling van dit 'gehele' fadingprobleem, waarin ook onder meer breking en 'heruitzending' in de atmosfeer meespelen.

## Oorzaken
Het signaal volgt op weg van de zender naar de ontvanger naast het directe pad -de zichtlijn- ook vele andere paden. Deze paden, bijvoorbeeld via reflecties op de ondergrond, gebergten of gebouwen, hebben allemaal verschillende padlengtes, waardoor men meerdere signalen ontvangt die allemaal ten opzichte van elkaar in fase verschoven zijn. De som van deze signalen is afhankelijk van de plaats, de signalen vormen een interferentiepatroon waarin de signaalsterkte wisselt.
Het ontstane interferentiepatroon is daarnaast ook frequentieafhankelijk, zodat op verschillende plaatsen verschillende frequenties uit het signaal met verschillende sterkten worden ontvangen. Het effect hiervan lijkt op dat van een kamfilter, een aantal frequenties wordt als het ware uit het signaal gefilterd doordat ze toevallig -op die plaats- in tegenfase zijn met -samen- even grote componenten uit andere modes. 
Dit alles heeft gevolgen voor de signaalsterkte -per frequentiecomponent- op de plaats van ontvangst. De invloed van het effect hangt dus af van de -bandbreedte en specifieke gevoeligheden van de- toepassing. Het belangrijkste probleem is dat het ontvangen signaal nooit gegarandeerd -op alle frequenties- voldoende sterkte heeft om een doel (bijvoorbeeld duidelijke ontvangst) te bereiken doordat de paden nagenoeg altijd compleet onvoorspelbaar zijn. 

## Oplossingen
Een bekende oplossing voor het multipad probleem is het diversity-concept. Door de ontvanger met twee antennes uit te rusten wordt de kans dat -op deze twee antennes tegelijk- niet voldoende signaal beschikbaar is vele malen kleiner. Deze oplossing noemt men spatial diversity. 
Ook is het mogelijk het signaal uit te zenden op meer frequenties. Hierdoor neemt de kans af dat beide kamfiltereffecten dezelfde frequentie uitfilteren, en de kans toe dat het totaal ontvangen signaal voldoende is voor de gestelde doelen. Deze variant noemt men frequency diversity.
Een andere optie is om het kortste pad direct 'aan te stralen' door middel van een richtbare antenne -eigenlijk altijd een geavanceerde array-antenne- waardoor de signaalsterkte in de andere modes afneemt, en het interferentiepatroon minder variatie in amplitude vertoont.

## Modellen
Om het multipadprobleem te kunnen bestuderen worden propagatiemodellen gebruikt die de essentie van multipadtransmissie proberen te kwantificeren. Een voorbeeld is het fadingmodel van Raleigh waarbij een communicatiekanaal wordt 'gevuld' met een groot aantal signalen. Andere modellen, zoals dat van Rice, doen aannames over bijvoorbeeld het directe pad (de line-of-sight) of de reflectie op de bodem (tussen de zender en ontvanger in).

### Raleighfading
Het raleighmodel stelt een signaal voor als de som van een groot aantal signalen:
{\displaystyle s(t)=\sum _{n=1}^{N}\rho _{n}\cos(\omega _{c}t+\phi _{n})}
waar geldt:
{\displaystyle \omega _{c}} is de hoeksnelheid van het signaal
{\displaystyle \rho _{n}} is de amplitude van de n-de reflectie
{\displaystyle \Phi _{n}} is de fase van n-de reflectie
N is het aantal gereflecteerde signalen dat in aanmerking genomen wordt
n = 1 .. N is de index voor de gereflecteerde signalen.

### Het model van Rice
In het model van Rice wordt het kortstepadsignaal expliciet gemaakt:
{\displaystyle s(t)=C_{0}\cos(\omega _{c}t)+\sum _{n=1}^{N}\rho _{n}\cos(\omega _{c}t+\phi _{n})}
waarin {\displaystyle C_{0}} de amplitude is van het signaal dat ontvangen is via het kortste pad.

### Voorbeeld
De volgende afbeeldingen laten de gesimuleerde vervorming van een signaal door 'reflecties' zien.
|  |  |  |

In dit geval wordt een karakter in het signaal door zeven in tijd verschoven componenten van verschillende amplitudes zodanig verminkt dat de ontvanger een andere boodschap ontvangt dan de zender bedoelde.

## Analoog
Een aan multipathfading analoog verschijnsel treedt op in -step-index multimode- glasvezeltransmissie. Hierbij volgt het licht verschillende wegen door de vezel waardoor een lichtpuls als het ware in de tijd uitgesmeerd uit de vezel komt. Dit verschijnsel noemt men multimodedispersie.